# Distrikt Fidel Olivas Escudero
Der Distrikt Fidel Olivas Escudero liegt in der Provinz Mariscal Luzuriaga in der Region Ancash in West-Peru. Der Distrikt wurde am 5. Mai 1960 gegründet. Benannt wurde der Distrikt nach Fidel Olivas Escudero (1850–1935), einem peruanischen Bischof und Schriftsteller.
Der Distrikt besitzt eine Fläche von 214 km². Beim Zensus 2017 wurden 2030 Einwohner gezählt. Im Jahr 1993 lag die Einwohnerzahl bei 2471, im Jahr 2007 bei 2309. Die Distriktverwaltung befindet sich in der 2650 m hoch gelegenen Ortschaft Sanachgan mit 175 Einwohnern (Stand 2017). Sanachgan liegt 11 km nordöstlich der Provinzhauptstadt Piscobamba.

## Geographische Lage
Der Distrikt Fidel Olivas Escudero liegt im Nordosten der Provinz Mariscal Luzuriaga am Westufer des nach Norden strömenden Río Marañón.
Der Distrikt Fidel Olivas Escudero grenzt im Süden an die Distrikte Eleazar Guzmán Barrón, Musga, Piscobamba und Casca, im äußersten Westen an den Distrikt Pomabamba (Provinz Pomabamba), im Norden an den Distrikt Quinuabamba (Provinz Pomabamba), im Nordosten an die Distrikte Huacrachuco und San Buenaventura (beide in der Provinz Marañón) sowie im äußersten Südosten an den Distrikt Canchabamba (Provinz Huacaybamba).